# Pic de Punturri
El Pic de Punturri és un cim localitzat als Pirineus, a la capçalera de la vall de Cardós, en el municipi de Lladorre, a la comarca del Pallars Sobirà, dins l'àrea protegida del Parc Natural de l'Alt Pirineu. La seva altitud és de 2.510,3 metres, i està situat al circ de Certascan, a l'est de l'estany de Certascan.